# Markurells i Wadköping
Markurells i Wadköping är en roman av den svenske författaren Hjalmar Bergman från 1919. Markurells i Wadköping betraktas ofta som en komedi men har, i likhet med det mesta Bergman skrev, djupt tragiska undertoner. 

## Handling
Markurells i Wadköping utspelar sig under loppet av en enda dag, den 6 juni 1913, den dag då studentexamen går av stapeln i Wadköping. Trots att handlingen alltså utspelas under en enda dag förekommer rikligt med återblickar och förklaringar kring de inblandade. I centrum för handlingen står den driftige men något grovhuggne värdshusvärden Markurell och dennes oro över att sonen Johan inte ska bli godkänd i sin examen. Den evigt påhittige Markurell planerar därför att helt fräckt muta skolans ledning med en middag och ett generöst stipendium till minne av sonens examen. Parallellt med detta skildras även Markurells affärsmässiga och privata relationer till den konkursmässige häradshövdingen Carl-Magnus de Lorche och dennes vackra hustru Elsa. Under dagen får Markurell reda på en hemlighet som skakar om honom rejält; Carl-Magnus de Lorche är Johans biologiske far.

## Huvudpersoner
- Harald Hilding Markurell, källarmästare och värdshusvärd hos Kupan, Berget
- Fru Markurell, Harald Hildings lagvigda maka
- Johan Markurell, son till herrskapet Markurell
- Carl- Magnus de Lorche, vice häradshövding
- Elsa de Lorche, född von Battwyhl
- Louis de Lorche, son till herrskapet de Lorche
- Ivar Barfoth, lektor
- Leo Leontin, adjunkt
- Ström, perukmakare
- Wedblad, sockerbagare
- Tante Malin Rüttenschöld, syster till förutvarande landshövdingen Axel Rüttenschöld
- Reinhold Edeblad, överste
- Amelié Edeblad, född von Battwyhl
- Carl-Henrik Brenner, kapten
- Fröken Linder, skolföreståndarinna
- Blidberg, läroverkets rektor
- Stadsfiskalen Ekblom ( endast omnämnd )
- Lundaprofessorn i teologi, ena censorn
- Uppsalaprofessorn i kemi, andra censorn och frände till Carl-Magnus
- Stadsvaktmästare Ohlson
- Chefredaktören för Wadköpings-Posten

## Dramatiseringar
Bergman dramatiserade själv romanen och den uruppfördes på Dramatiska Teatern i Stockholm 1930. Under 1930-talet filmades den i en tysk och svensk version, och den blev långt senare en populär TV-serie (se nedan).
Alexander Öberg gjorde 2010 en dramatisering för Länsteatern i Örebro. Föreställningen framfördes på friluftsteatern i Wadköping under sommaren 2010. Herr Markurell spelades av Henrik Johansson, Fru Markurell av Sofia Bach och Katten Susanna som i denna uppsättning var framträdande spelades av Malin Berg.
Johan Huldt gjorde 2010 en dramatisering för Ystads Stående Teatersällskap. Föreställningen spelades mellan den 3 juli och 15 augusti 2010. Harald Hilding Markurell spelades av Bror Tommy Borgström, fru Markurell av Birte Heribertson och ”gossen” Johan Markurell spelades av Linus Steen.

## Filmatiseringar
- Väter und Söhne (film från 1930)
- Markurells i Wadköping (1931) (film av Victor Sjöström)
- Markurells i Wadköping (TV-serie i fyra delar) från 1968 i regi av Hans Dahlin